# Corsiniaceae
Corsiniaceae je porodica jetrenjarnica.

## Rodovi
Postoji nekoliko rodova:
1. genus: Brissocarpus Bisch. ex Lindenb.
2. genus: Corsinia Raddi
3. genus: Cronisia Berk.
4. genus: Carringtonia Lindb.
5. genus: Funicularia Trevis.